# Antoine-Michel Filhol
Pour les articles homonymes, voir Filhol.
Antoine-Michel Filhol, né le 18 août 1759 à Paris où il est mort en 1812, est un marchand d'estampes et graveur de paysages et de portraits français.

## Biographie
Antoine-Michel Filhol naît à Paris le 18 août 1759 à Paris.
Élève de Née, pratique d’abord la gravure, notamment du paysage dont, selon le Manuel de l’amateur d’estampes, « il rendait d’autant mieux les effets, qu’il entendait fort bien la perspective ».
Les travaux particuliers de Filhol comme graveur sont nombreux, mais il est principalement connu comme l’éditeur, aux côtés de Grandsire, de la gravure des tableaux et statues antiques du Cours historique et élémentaire de peinture ou Galerie complète du musée Napoléon, appelé par la suite « Musée Filhol », publication périodique lancée par souscription dès 1802, et continuée les années suivantes jusqu'en 1828, comprenant au total 11 volumes, grand in 8° ou in-4°. Pour cette entreprise, il a gravé lui-même plusieurs planches (eau-forte et burin) et s’est moins occupé de ses intérêts que de celui des dessinateurs et de graveurs de premier ordre qui y ont collaboré, tels Edme Bovinet. Le gouvernement impérial le récompensa d’avoir élevé ce monument à la gravure française à la portée de toutes les fortunes, sans nuire à la qualité et au développement des sujets par des dimensions trop petites, avec une médaille d’or. Cet ouvrage accompagné d’un texte explicatif de chaque sujet, écrit de manière que l’élégance et l’impartialité ajoutent à l’intérêt des morceaux décrits, a été terminé par les soins de sa veuve à partir de 1814. Il se compose en tout de 132 livraisons mensuelles, comportant chacune 6 estampes (cinq tableaux et une sculpture) ; le texte des dix premières a été rédigé par Caraffe, et les suivantes par Joseph Lavallée. La veuve Filhol a donné, en 1827, une suite à cet ouvrage sous le titre de Musée Royal de France, ou Collection gravée de chefs-d’œuvre de peinture et de sculpture dont il s’est enrichi depuis la restauration, 1 vol. grand in-8°, dont les notices explicatives sont d’Auguste Jal. Le prix pour chaque livraison variait entre huit et douze francs. 
Il a également édité un ouvrage connu sous le nom de Petit Musée, ou Concours décennal, ou Collection gravée des ouvrages de peinture, sculpture, architecture et médailles, mentionnés dans les rapports de l’Institut, 1812, et années suivantes, in-4°, 10 livraisons de 3 planches chacune.
Sa fille, Sophie Filhol, une des meilleures élèves de Lizinska de Mirbel, a exposé plusieurs portraits au Salon.

## Contributions et travaux d'édition
- Vues d’Istrie et Dalmatie, par Née ;
- Galeries de Florence et du Palais-Royal ;
- Les ouvrages de Ledoux, architecte ;
- Cours historique et élémentaire de peinture ou Galerie complette du Museum central de France, nommé ensuite Galerie complète du musée Napoléon, Paris, Gillé fils, 1802-1812 — les principaux graveurs sont : Jean Duplessis-Bertaux, Jean Desaulx (17?-1840), Marie-Alexandre Duparc (1760-1829), Joseph Fischer, Friedrich Geissler (1778-1853), Heinrich Guttenberg, Carl Ernst Christoph Hess (1755-1828), Charles-Henri Müller (1784-1846), Claude Niquet  (1770-183?), Friedrich Schroeder (1768-1839).
- Alexandre de Laborde, Voyage pittoresque et historique en Espagne, Paris, 1807-1818, 4 vol. in-f° ;
- Percier et Fontaine, Choix des plus célèbres maisons de plaisance de Rome et de ses environs, Paris, P. Didot l’aîné, 1809.
- Petit Musée, ou Concours décennal, ou Collection gravée des ouvrages de peinture, sculpture, architecture et médailles, Rapports de l'Institut de France, 1812.
- Les Voyages de Cassas, de Suisse et de France.